# Nhà hát Kalma
Nhà hát Kalma là một nhà hát nằm ở Bắc Triều Tiên.